# Engelova klasifikace
Engelova klasifikace je historicky nejpoužívanější klasifikací ke zhodnocení výsledků epileptochirurgických výkonů. Klasifikaci navrhl v roce 1987 Jerome Engel a postupně se stala standardem při hodnocení efektu chirurgické léčby napříč epileptochirurgickými centry.

## Kategorie dle Engela
Podle efektu léčby rozděluje výsledky do následujících kategorií a podkategorií:
- Engel I - pacient je bez hendikepujících záchvatů
  - Engel Ia - zcela bez záchvatů od operace
  - Engel Ib - nehendikepující simplexní parciální záchvaty od operace (dnes nazývané fokální záchvaty bez poruchy vědomí; do této kategorie patří i výskyt aury)
  - Engel Ic - ojedinělé záchvaty od operace, bez záchvatů po 2 letech od operace
  - Engel Id - generalizované záchvaty spojené s vysazovaním medikace
- Engel II - pacient je téměř bez záchvatů, ojedinělé záchvaty od operace
  - Engel IIa - ihned po operaci bez záchvatů, výskyt ojedinělých záchvatů s odstupem
  - Engel IIb - ojedinělé záchvaty od operace
  - Engel IIc - časté záchvaty po operaci, ojedinělé po 2 letech od operace
  - Engel IId - jenom noční záchvaty
- Engel III - významné zlepšení
  - Engel IIIa - významná redukce záchvatů
  - Engel IIIb - prolongovaný interval bez záchvatů nejméně 2 roky
- Engel IV - nevýznamné zlepšení, bez zlepšení

## Výhody a nevýhody klasifikace
Předností i nedostatkem Engelovy klasifikace je zahrnutí subjektivního názoru pacienta do hodnocení efektu léčby. Kategorie jako "významná redukce záchvatů" nebo "ojedinělé se vyskytující" nejsou objektivně vymezené a posouzení záleží na pohledu daného pacienta či lékaře/epileptochirurgického centra.

## ILAE klasifikace hodnocení výsledků epileptochirurgie
Vzhledem k potřebě objektivního posouzení výsledků epileptochirurgických výkonů (např. pro porovnání mezi jednotlivými centry, poskytnutí přesnějších informací pacientům plánující výkon, hodnocení u dětí apod.) vytvořila v r. 2001 ILAE vlastní klasifikaci. Nicméně i v této klasifikaci je určitá subjektivita např. mezi kategoriemie IV a V vzhledem k obtížnému přesnému posouzení 50% hranice redukce záchvatů. ILAE klasifikace rozlišuje následujících šest kategorií.
- I - kompletně bez záchvatů a aur
- II - pouze aury, bez jiných záchvatů
- III - jeden až tři záchvatové dny (dny, ve kterých se objeví záchvat) za rok; ± aury
- IV - 4 záchvatové dny za rok až 50% redukce záchvatů oproti stavu před operací; ± aury
- V - méně než 50% redukce záchvatů oproti stavu před operací; ± aury
- VI - více než 100% zvýšení frekvence záchvatů oproti stavu před operací; ± aury

## Další parametry hodnocení výsledků epileptochirurgie
Kromě hodnocení redukce záchvatů se posuzují další parametry jako jsou změny kognitivních funkcí, popř. změny chování, psychosociální důsledky a celkovou kvalitu života.